# MTV Unplugged
MTV Unplugged je název série televizních koncertů, které vysílá stanice MTV. Interpreti při nich používají výlučně akustické hudební nástroje, místo elektrických. Většinou v takových pořadech vystupovaly hvězdy grunge a podobných stylů.
Tento projekt byl zahájen roku 1989 vystoupením americké hard rockové kapely Bon Jovi.

## Někteří interpreti MTV Unplugged
- Nirvana
- Alice in Chains
- Hole
- Pearl Jam
- Stone Temple Pilots
- Korn
- Metallica
- Bon Jovi
- Kiss
- 30 Seconds to Mars
- Oasis
- Paul McCartney
- Roxette
- Eric Clapton
- David Bowie
- Lauryn Hill
- Alicia Keys
- Shakira
- Ricky Martin
- Bruce Springsteen
- Die Ärzte
- Bryan Adams
- R.E.M.
- Santiano